# Enigmatochromis lucanusi
Рід Enigmatochromis є монотиповим
видом риб родини цихлові, і складається лише з виду Enigmatochromis lucanusi Lamboj 2009 